# Osborn Engineering Company
Osborn Engineering Company fou un fabricant de motocicletes britànic que comercialitzava els seus productes sota la marca OEC. Tant l'Osborn Engineering Company com les seves empreses predecessores van ser fundades per Frederick John Osborn (qui havia fet negocis associat amb W.T. Lord fins al 1906 a Shepherd's Bush, Londres), inicialment com a Osborn & Co Ltd i més tard ja com a Osborn Engineering Company.
A la dècada del 1920, l'empresa tenia una fàbrica de 2 acres a Lees Lane, Gosport (Hampshire), i es dedicava a un ampli ventall d'activitats d'enginyeria. Des del 1922, després d'haver construït durant un temps motocicletes per a Burney & Blackburne, va passar a produir-les com a OEC-Blackburne i, després, simplement com a OEC. Inicialment, les seves motos feien servir motors Blackburne i més tard, també d'altres fabricants com ara JAP. L'Osborn Engineering Company va passar a administració judicial el 1931 i les seves grans instal·lacions de Lees Lane es varen subhastar el 17 de desembre de 1931. Tanmateix, la divisió de motocicletes va sobreviure i el 1933, l'O.E.C. Ltd de Portsmouth continuava produint motocicletes OEC. Durant la Segona Guerra Mundial, l'OEC va abandonar aquest sector per a concentrar-se en l'esforç bèl·lic, però va tornar-hi a la postguerra abans de cessar definitivament la producció el 1954.

## Osborn & Co
Osborn & Co Ltd es va fundar el 1906 quan es va dissoldre la societat de Frederick John Osborn i William Thorburn Lord, agents i enginyers d'automòbils. Osborn i Lord havien estat els representants al Regne Unit dels automòbils Gregoire i els anuncis de l'època deien que, un cop comprat el cotxe, se li muntarien "carrosseries construïdes per fabricants d'autocars de Londres segons el vostre propi disseny i color" ("bodies built by London coach-builders to your own design and colour"). Osborn i Lord, que tenien la fàbrica a tocar de l'Empire Theatre de Shepherd's Bush, van continuar com a agents de la marca francesa i van exposar el cotxe Gregoire a l'Olympia Motor Show de 1906 a 1909. Segons el reportatge de l'esdeveniment de 1908, Osborn & Co també participava en el negoci de les rodes i pneumàtics resistents Lynton.
Durant la Primera Guerra Mundial, Osborn & Co va participar en el subministrament de remolcs per a transport de cavalls a la Royal Society for the Prevention of Cruelty to Animals (RSPCA), una mena de caravanes amb xassís Commer de 3 tones i carrosseria Mulliner. Cap al final de la guerra, F.J. Osborn va patentar un remolc de cavalls dissenyat per a ajudar a transportar cavalls ferits (GB130774 8/8/1918) i el desembre de 1918, la companyia va anunciar el remolc de cavalls de luxe Mulliner-Osborn. L'adreça de l'empresa en aquells moments era encara el número 4 de Great Marlborough Street, Londres.
El 1919, Osborn and Co Ltd va adquirir l'antiga fàbrica de United AirCraft Ltd a Lees Lane, Gosport. El 1920, l'empresa va anunciar un ampli ventall de serveis des de la seva fàbrica de 2 acres, entre ells els de revestiment, esmaltat, tornejat, fresat, rectificat, tall d'engranatges, enduriment, premsat, granallat de sorra i treball de ferrer, i afirmava tenir 20 anys d'experiència en la fabricació d'automòbils, a més de ser l'empresa fabricant de la moto "Blackburne". A l'anunci s'autoanomenava Osborn & Co Ltd, Consulting Engineers (United Aircraft Co Ltd.) Lees Lane, Gosport.
El 1921 es va anunciar com a contractista d'enginyeria elèctrica i oferia servei en llum elèctrica, dinamos, motors, sales de cinema i instal·lació i manteniment d'enllumenat a cases de camp. La seva adreça de telegrama continuava essent "Planes" Gosport. Al març d'aquell any, un anunci semblant afirmava que fabricava la motocicleta Blackburne, el xassís lleuger Sirron i carrosseries de tot tipus per a la Fiat.

## Motocicletes OEC

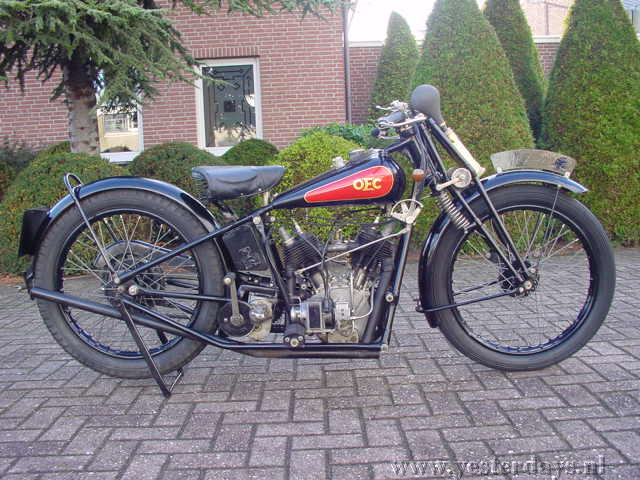
OEC 680 cc amb motor JAP (1925)

Mentre que a principis de 1921, Osborn & Co encara s'anunciava, al novembre, a l'Olympia Show, les motocicletes Blackburne van ser exposades per Osborn Engineering Company Ltd. Entre les motocicletes de l'estand hi havia la Blackburne de 1.090 cc amb un sidecar de luxe dissenyat per a l'ús com a taxi-cabina. Era una motocicleta convencional, excepte pel seu aspecte sorprenent, ja que tenia volant en comptes de manillar (el volant estava connectat a les forquilles per engranatges sense fi i bisells). El 1922, Burney & Blackburne Ltd va deixar de comercialitzar la motocicleta Blackburne i es va centrar en la venda de motors. L'Osborn Engineering Company, que havia construït les motocicletes Blackburne, es va fer càrrec de les vendes d'aquestes motocicletes, completes, i les comercialitzà com a OEC-Blackburne (més tard, només com a OEC).
L'estand d'OEC-Blackburne a la fira de 1922 mostrava el mateix sidecar amb volant que el 1921, però ara ja sota la marca OEC-Blackburne. Altres models amb aquesta marca eren una motocicleta individual de vàlvula lateral de 349 cc, una d'esportiva de vàlvula aèria de 348 cc (també disponible amb sidecar lleuger), una monocilíndrica de 545 cc amb sidecar i models V-twin amb sidecar de doble seient de 998 cc.
El 1927, OEC va llançar la seva primera motocicleta amb un inusual sistema de forquilla frontal dúplex patentat (entre d'altres, patents dels EUA núm. 1715246 i 1780034), el qual s'instal·là després a tots els seus models. L'any següent va patentar un nou disseny de suspensió de braç oscil·lant posterior (patent dels EUA núm. 1816788). A l'Olympia show de 1929, l'Osborn Engineering Company va presentar motocicletes de 350 i 500 cc, ja fos en forma de vàlvula lateral o aèria, tots ells amb l'original disposició de forquilla dúplex. Tanmateix, el nou disseny no va reeixir i l'Osborn Engineering Company va passar a administració judicial el 1931. La seva gran fàbrica de Gosport va ser venuda pel receptor i es va convertir en la fàbrica de papers pintats d'Ashley.

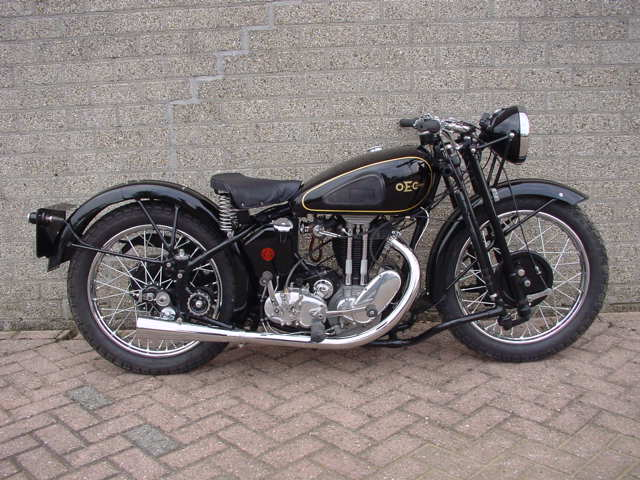
OEC Commander 500 cc de 1938

El negoci de la motocicleta fou ressuscitat el 1932 per mitjà d'una associació financera amb els concessionaris Glanfield i Lawrence, ara com a O.E.C. Ltd of Atlanta Works a Highbury Street, Portsmouth, i el 1934, a més de motocicletes l'empresa va anunciar un vehicle inusual: un automòbil de dues rodes. Fou una idea de Norman Frederick Wood, dissenyador i director, i en realitat era una motocicleta tancada completament en una esvelta carrosseria amb direcció a la roda i seients en tàndem per a dos. El 1935, aquest vehicle es comercialitzava com a Whitwood monocar, però no va reeixir i es va deixar de fabricar el 1936.
El model més famós produït per l'empresa va ser l'OEC Commander, llançat el 1938, una moto equipada amb motor Matchless monocilíndric de 500 cc, frens Girling, bastidor amb molles amortidores i direcció dúplex que podia arribar als 129 km/h.
Durant la Segona Guerra Mundial, la fàbrica de l'OEC va passar a fabricar peces per a trens d'aterratge d'avions, però també va col·laborar en la fallida arma secreta coneguda com a Panjandrum, una estranya arma que aparegué el 1972 en un episodi de la sèrie televisiva de la BBC "Dad's Army". La fàbrica va ser bombardejada durant la guerra i quan es va poder reiniciar la producció, es va traslladar a Stramshaw Road, també a Portsmouth.
El 1949 l'empresa va iniciar la producció de l'Atlanta, una moto lleugera amb motors Villiers de 122 o 197 cc, seguida el 1951 per l'Apollo, amb motor Brockhouse de vàlvula lateral de 248 cc. Cap d'aquestes motos de la postguerra no va tenir èxit i l'empresa va cessar la producció el 1954.

## Rècord de velocitat

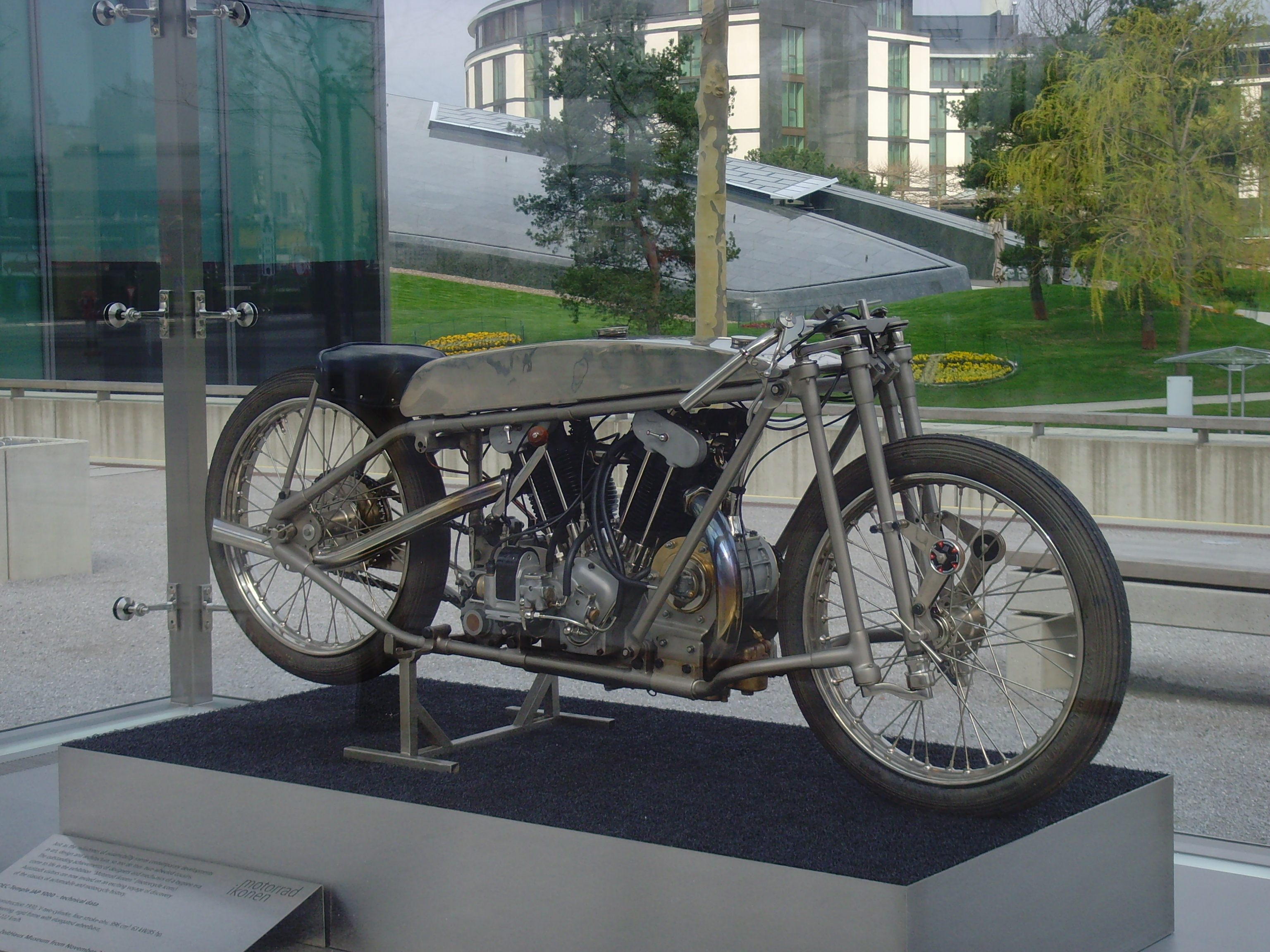
L'OEC Temple JAP 1000 amb què Joe Wright aconseguí el rècord mundial a Arpajon el 31/8/1930

Durant les dècades del 1920 i 1930 hi va haver nombrosos intents d'aconseguir el rècord mundial de velocitat en motocicleta per part de diverses marques, i OEC n'era una. El seu primer èxit va sorgir en associar-se amb Claude Temple, qui emprava la inusual disposició de forquilles de l'OEC per la seva gran estabilitat en línia recta. El 1926, després d'instal·lar un motor British Anzani de 996 cc al quadre de l'OEC, va aconseguir el rècord a Arpajon, França, a una velocitat de 195,44 km/h. El rècord es va batre tres vegades més entre el 1928 i el 1929 per una Zenith, una BMW i una Brough Superior respectivament.
El 31 d'agost de 1930, una motocicleta amb un xassís OEC especial (l'anomenada OEC-Temple-JAP) pilotada per Joe Wright va batre de nou el rècord mundial a Arpajon, a una velocitat de 220,99 km/h. Menys d'un mes després, el rècord tornà a ser batut per Ernst Henne amb una BMW sobrealimentada a Ingolstadt, Alemanya, a una velocitat de 221,67 km/h.
El novembre d'aquell mateix any, OEC i Joe Wright van provar de recuperar el rècord a Cork, Irlanda, i ho van aconseguir el 6 de novembre amb una marca de 242,59 km/h. Malgrat tot, per bé que l'OEC-Temple-JAP es va exhibir com a guanyadora del rècord a l'Olympia show, poc després es va descobrir la veritat: com que l'OEC va acabar tenint problemes de motor, la volta del rècord es va fer amb la motocicleta Zenith-JAP que Wright duia de recanvi. Zenith es trobava aleshores en dificultats financeres i, en canvi, qui pagava els costos de l'intent de rècord era OEC.